# Aharon Re'uveni

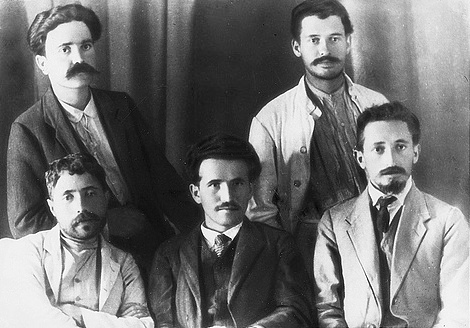
Sedící: Josef Chajim Brenner, David Ben Gurion, Jicchak Ben Cvi; stojící: Ja'akov Zerubavel a Aharon Reuveni, 1912

Aharon Re'uveni (hebrejsky אהרן ראובני) (2. srpna 1886 – 12. prosince 1971) byl izraelský spisovatel a překladatel z angličtiny, francouzštiny a ruštiny.

## Biografie
Narodil se roku 1886 v Poltavě v carském Rusku (dnešní Ukrajina). Jeho otec byl Cvi Šimšelevic (Šamaši) a jeho bratr Jicchak Ben Cvi. Byl činný v Po'alej Cijon a roku 1906 byl pro svou činnost zatčen a poslán na Sibiř. Odtud roku 1910 uprchl přes Dálný Východ a odjel do tehdejší turecké Palestiny.

Tam se živil jako novinář, překladatel a spisovatel. Zabýval se i sociologií, biblistikou a židovskou historií. Ve svých novelách se věnoval zejména druhé aliji. Jeho nejznámějším dílem je trilogie Až k Jeruzalému (Ad Jerušalajim).

Po rozhodnutí OSN o rozdělení mandátní Palestiny se zúčastnil debat o pojmenování budoucího státu a byl první, kdo prosazoval jméno Izrael.